# Даньковский (хутор)
Даньковский — хутор в Подгоренском районе Воронежской области.
Входит в состав Большедмитровского сельского поселения.

## География
На хуторе имеется одна улица — Полевая.

## Население
| 2010 |
| ---- |
| 156  |